# سوزن‌ماهی سیاه‌نواری
سوزن‌ماهی(نام علمی: Syngnathus abaster) نام یک گونه از تیره سوزن‌ماهیان است.